# Statsministerns revansch
Statsministerns revansch är en humoristisk och samhällskritisk roman av Tomas Linnala (2006, Kalla Kulor Förlag).
I romanen, som är en galen betraktelse över hur makt korrumperar människan, står den påhittade före detta statsministern Lennart Jönsson och hans djärva politiska dagordning i centrum. Huvudpersonen, som är tydligt inspirerad av före detta statsminister Göran Persson, inleder bland annat världens första ekologiska krig. Betydande delar av romanen utspelar sig på den fiktiva gården Bredökna intill sjön Båven i Södermanland (jämför Övre Torp). På gården skriver Lennart Jönsson sina memoarer, grubblar över stort och smått och planlägger sin ståtliga comeback i svensk politik.